# Philipp Röppnack
Philipp Röppnack (* 21. November 1989 in Jena) ist ein deutscher Fußballspieler.

## Karriere
Röppnack durchlief die gesamte Jugend im Nachwuchsbereich des FC Carl Zeiss Jena und wurde im Sommer 2008 in die zweite Mannschaft befördert. Der Verteidiger gab am 18. September 2010 sein Profi-Debüt in der 3. Liga gegen Rot Weiss Ahlen, als er in der 9. Minute für den verletzten Moses Sichone eingewechselt wurde. In der Saison 2011/12 gehörte er wieder fest dem Kader der zweiten Mannschaft an. Nach 17 Jahren beim FC Carl Zeiss Jena verließ er am 24. Juni 2012 den Verein und wechselte zum VFC Plauen. Am 9. Januar 2013 löste Röppnack seinen Zweijahresvertrag mit dem VfC Plauen auf und kehrte nach Jena zurück. Ebenfalls nicht mehr zur Verfügung steht dem Verein Philipp Röppnack. Wie der VFC mitteilte, bat Röppnack um seine Vertragsauflösung. Er werde nach Jena zurückkehren, um sein Studium fortzusetzen. Am 15. Januar 2013 unterschrieb er mit dem Oberligisten FC Einheit Rudolstadt einen Vertrag und wird weiterhin in Jena studieren.

## Privates
Seit 2009 studierte er an der Friedrich-Schiller-Universität Jena, jedoch pausierte er aufgrund eines Wechsels nach Plauen von diesem Studium. Nach seiner Vertragsauflösung in Plauen im Januar 2013 nahm er das Studium wieder auf.